# Comerç d'animals salvatges

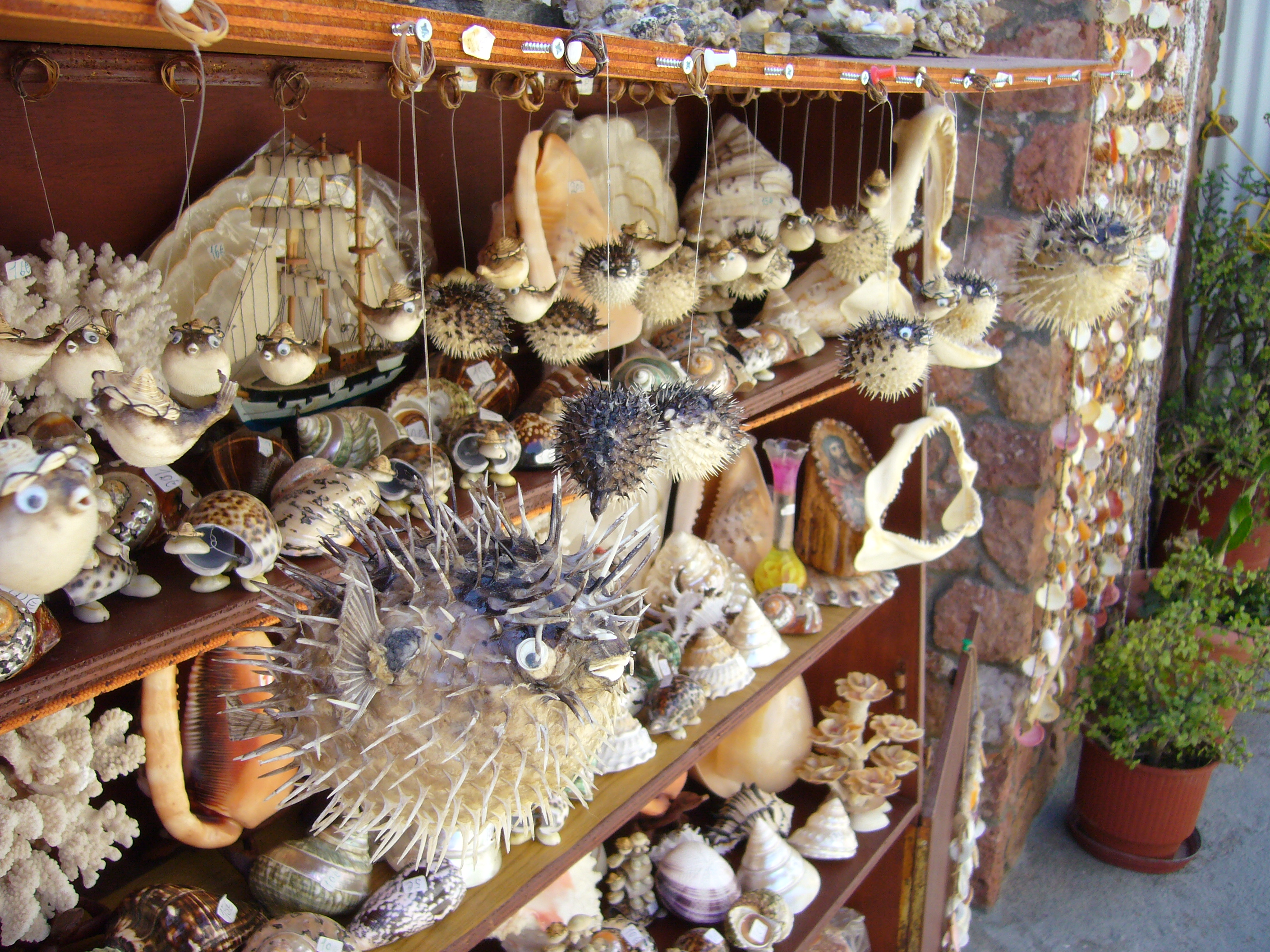
Mol·luscs, coral, aletes de tauró i peixos globus assecats en venda a Grècia.

El comerç d'animals salvatges, o tràfic d'animals salvatges, comprèn el comerç legal i il·legal d'espècies d'animals salvatges i productes derivats. Entre els productes derivats cal distingir entre aquells que comporten la mort de l'animal i aquells què no. En molts països el comerç d'animals salvatges està reglamentat per les lleis nacionals per a la protecció de les espècies en perill d'extinció. A nivell internacional, el comerç d'animals salvatges es regeix per la Convenció sobre el Comerç Internacional d'Espècies Amenaçades de Fauna i Flora Silvestres (CITES), ratificada per una gran majoria de països al món.

## Comerç legal

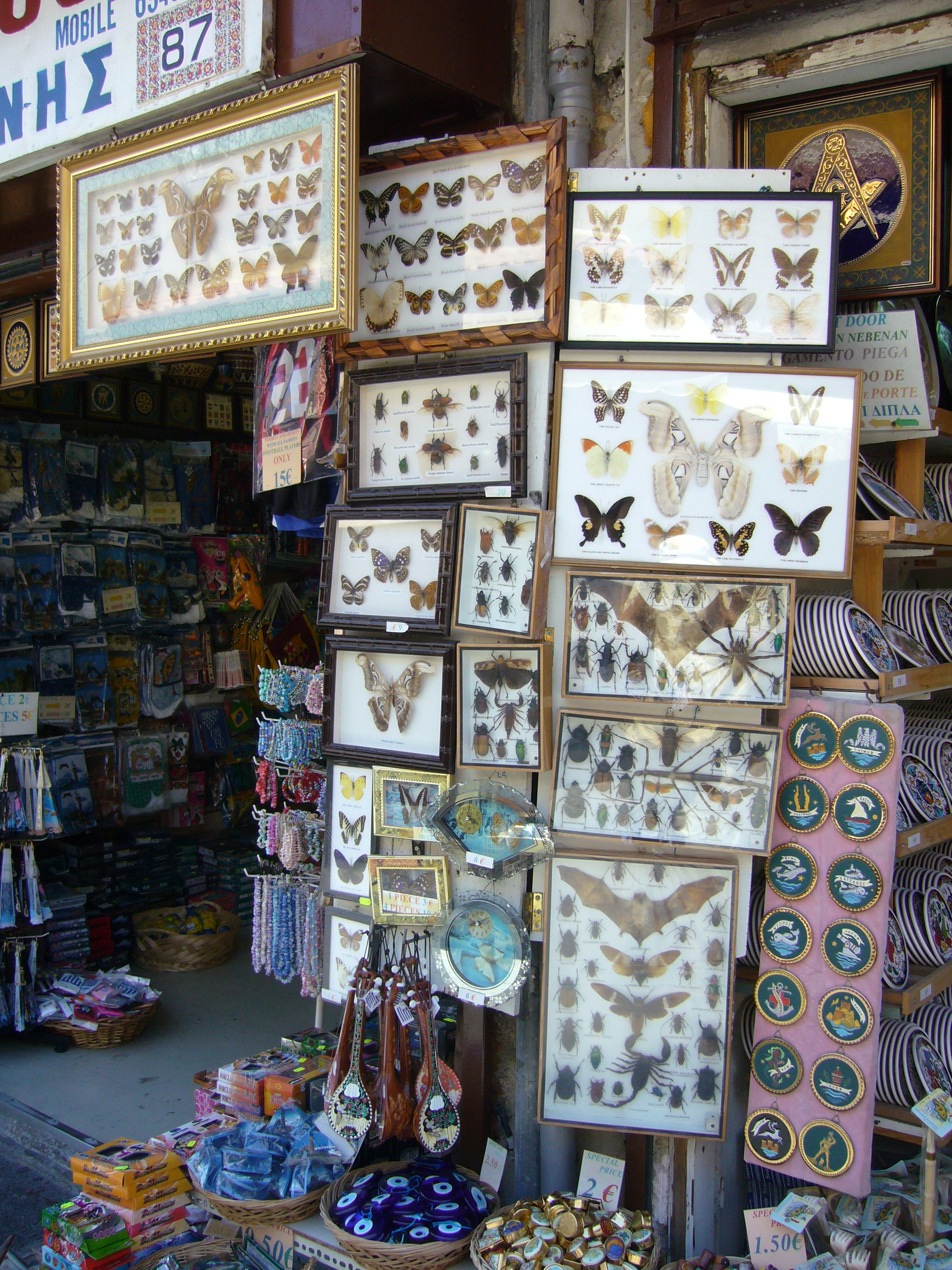
Papallones, arnes, escarabats, micromurciélagos i aràcnids es venen com souvenir en Rodas.

En la Convenció sobre el Comerç Internacional d'Espècies Amenaçades de Fauna i Flora Silvestres (CITES) estan incloses prop de 5600 espècies d'animals en tres apèndixs diferents. El comerç d'aquests animals, i els productes derivats, és prohibit o sotmès a restriccions. Les llicències necessàries per a la importació, exportació i reexportació són atorgades per les autoritats nacionals competents. En nom de la secretaria de CITES, el Centre de Monitoreo de la Conservació de l'Ambient (UNEP-WCMC) manté una base de dades sobre el comerç de les espècies incloses en el conveni, d'acord amb les dades proporcionades pels Estats membres.
| Tàxon                           | Vius, total   | Vius, codi comercial: salvatge |
| ------------------------------- | ------------- | ------------------------------ |
| Mamífers                        | ca. 15 000    | ca. 500                        |
| Aus                             | ca. 230 000   | ca. 125 000                    |
| Rèptils                         | ca. 1 000 000 | ca. 150 000                    |
| Amfibis                         | ca. 35 000    | ca. 7 500                      |
| Peixos                          | ca. 230 000   | ca. 40 000                     |
| Invertebrats excepte els corals | ca. 375 000   | ca. 25 000                     |
| Corals                          | ca. 1 250 000 | ca. 1 000 000                  |

A més dels animals vius, existeix el comerç internacional de productes derivats, especialment les pells (mamífers, rèptils) i la carn d'animals salvatges. Entre 2009 i 2013, els principals importadors d'animals salvatges vius eren Estats Units, Xina, Unió Europea i el Sud-est asiàtic. L'única excepció es dona en el cas de les aus, on els principals importadors eren Mèxic i Unió dels Emirats Àrabs.
No es disposa de dades exactes sobre el comerç internacional de les espècies salvatges que no apareixen en CITES, bé que aquest comerç pot ser reglamentat per disposicions nacionals. En molts països, la producció d'aliments o peces de vestir derivades d'animals salvatges està reglamentada per les lleis de caça i pesca, i requereix la possessió de les llicències pertinents. Sovint, el comerç internacional d'aquests productes només està submís a la reglamentació duanera i de quarantena, i no necessita una autorització suplementària. El 2006, la pesca mundial va capturar 92 milions de tones de productes pesquers, de les quals 81,9 milions de tones provenien d'espècies marines i la resta dels rius i els llacs.

## Comerç il·legal
El comerç il·legal, o prohibit, d'animals salvatges és un problema global i pot constituir una amenaça seriosa per a les espècies amenaçades i en perill d'extinció. El comerç il·legal d'animals salvatges inclou mascotes i altres animals mantinguts a casa, i productes derivats, com a trofeus de caça, articles de moda, objectes d'art, ingredients per a la medicina tradicional i carn per al consum humà. Es parla de comerç il·legal d'animals salvatges si la importació viola la Convenció sobre el Comerç Internacional d'Espècies Amenaçades de Fauna i Flora Silvestres o si viola les lleis nacionals de quarantena o altres lleis que regulen el comerç de certs animals o productes (per exemple, vi de serp). Els vincles entre la prosperitat, la pobresa i la participació en el comerç d'animals salvatges són complexos: les persones involucrades en el comerç no són necessàriament pobres, i els pobres que estan involucrats no són els que reben la major part dels beneficis monetaris del negoci. En 2014, es va estimar que el comerç il·legal d'espècies salvatges (animals i plantes) va generar un rendiment entre US$ 7000 milions i US$ 23 000 milions a l'any. Amb això el comerç il·legal d'espècies salvatges es converteix en el cinquè negoci il·legal més rendible al món.

### Unió Europea
D'acord amb l'Europol, la Unió Europea és un dels mercats més importants per al comerç il·legal d'espècies, tan com a lloc d'origen com a lloc de venda. Per al comerç il·legal de mascotes, la Unió Europea també és un mercat important. Per al comerç il·legal d'aus, corals i tortugues, la Unió Europea és un important lloc d'origen; a això se suma el comerç prohibit de banyes de rinoceront que es trafiquen principalment per la demanda a la Xina. D'acord amb l'Europol, la demanda d'espècies salvatges en la Unió Europea segueix sent significativament major que l'oferta, fins i tot durant la crisi econòmica de 2008-2015. A aquesta realitat s'ha estat sensible, i en l'aplicació del conveni CITES en la Unió Europea s'és molt més estricte: els apèndixs I i II han estat rebatejats com a apèndixs A i B.
Aquest canvi és d'especial importància, ja que s'apliquen les màximes mesures de protecció als individus de l'apèndix A, on s'inclouen moltes espècies que fora de la Unió Europea tindrien únicamente nivell de protecció com a llista II. I al seu torn, en l'apèndix B, s'inclouen espècies que fora de la Unió no tindrien protecció per l'acord CITES.

### Àsia

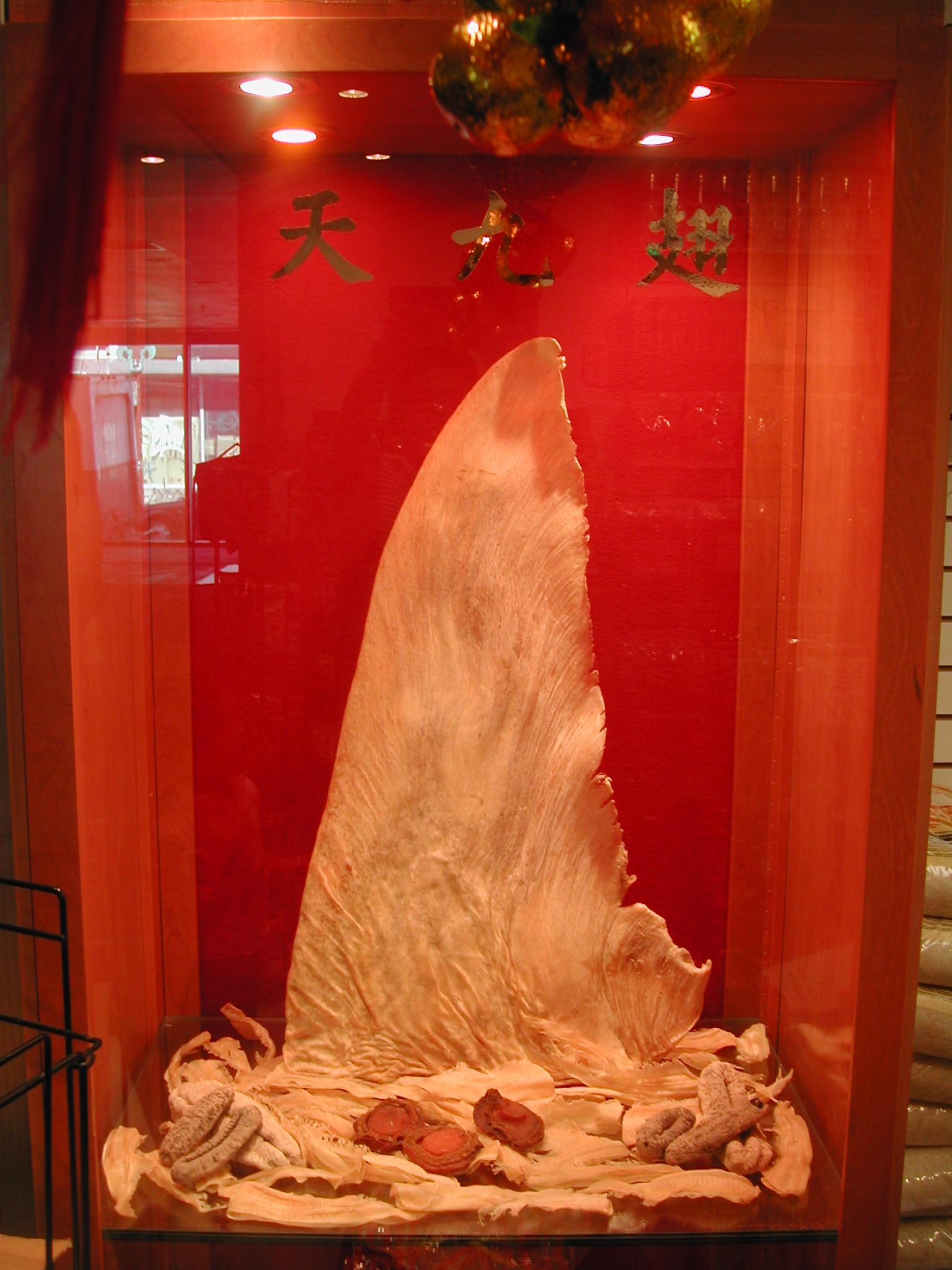
Aleta de tauró a la venda a Hong Kong.

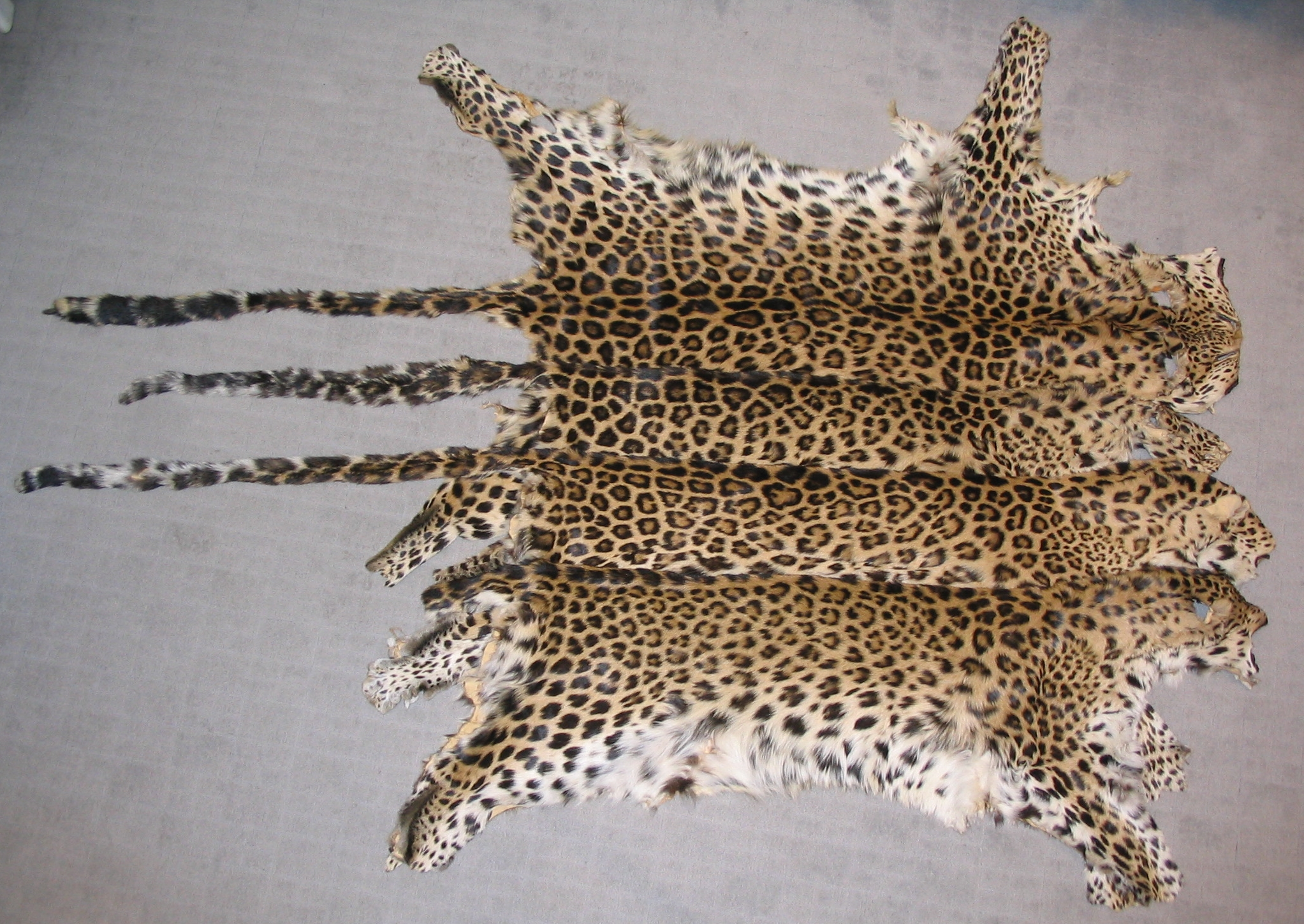
Pells de lleopard.

Una altra part important del comerç il·legal internacional d'animals salvatges té lloc a Àsia, on existeix una demanda significativa de certes parts d'animals salvatges per a ús en la medicina oriental tradicional, pel consum humà, i com a símbol de prosperitat. En el Sud-est asiàtic la demanda tendeix a augmentar, en part a causa de l'auge econòmic i la creixent prosperitat. D'altra banda, el Sud-est asiàtic és també el lloc d'origen de certs productes derivats d'animals salvatges.
Xina és un mercat important per al tràfic il·legal de tortugues, ivori, productes derivats de tigres, pangolines, i moltes altres espècies.
Índia i Nepal són els páises d'origen i de trànsit per al comerç de parts del cos de tigres, rinoceronts, lleopards, panteres de les neus, llúdries i moschus, que s'utilitzen en la medicina xinesa tradicional i com a decoració. Els traficants solen aprofitar-se de regions amb fronteres permeables i pràctiques duaneres negligents, com Sikkim, Ladakh i Tibet.
A Tailàndia, el mercat Chatuchak a Bangkok és un important centre per a la venda de tortugues d'aigua dolça i tortugues terrestres com a mascotes. La majoria de les espècies amb origen il·legal —registrats en 2006 i 2007 com a part d'una recerca o que es van confiscar en els últims anys— no eren natives de Tailàndia, sinó d'Indonèsia, la Indoxina, Madagascar, Congo, Uganda, el Kazakhstan, Líban, Barbados i Veneçuela.
A Vietnam, entre març de 1996 i 2007 es van confiscar 181.670 espècimens individuals i es van detectar i van processar 14.758 casos de caça il·legal i de comerç d'animals salvatges. L'expansió dels mercats i l'augment dels preus han contribuït significativament al desenvolupament del comerç d'animals salvatges, que es va convertir en el factor més important per al fort descens de les poblacions d'algunes espècies amenaçades, com l'elefant, pangolins (subgènere Manis), amfibis, rèptils, i plantes com a orquídies del gènere Paphiopedilum i fusta de agar.

### Estats Units
Estats Units és igualment un important importador d'animals salvatges i productes derivats, i també representa un gran mercat per al comerç il·legal de mascotes. Entre 2001 i 2005, es van confiscar més de 11.000 espècimens d'animals vius i productes elaborats a partir d'espècies salvatges, incloent ocells, rèptils, tortugues marines, corals i mamífers, provinents de Costa Rica, El Salvador, Guatemala, Hondures, Nicaragua i República Dominicana. Per al tràfic dels animals procedents de la selva amazónica s'utilitzen les mateixes rutes que les utilitzades per al contraban de drogues cap als Estats Units.

## Comerç i conservació de vida silvestre
El comerç d'animals salvatges pot convertir-se en un problema seriós per a la conservació de la vida silvestre, especialment quan el comerç és il·legal i abasta espècies endèmiques d'una àrea limitada, constituïdes per petites poblacions. Un exemple és la salamandra Neurergus kaiseri, que ha estat inclosa en l'Apèndix A de CITES. Fins i tot les espècies més comunes poden ser amenaçades per la caça, com la gasela saudita (Gazella saudiya) que va ser declarada extinta en 2008.
D'altra banda, el comerç d'animals salvatges podria tenir un efecte positiu per a la conservació d'espècies amenaçades si es fes de manera sostenible. El marjor (Capra falconeri), per exemple, amenaçat per la caça furtiva per la seva carn i les seves banyes; En 1994 només quedaven 700 exemplars a Pakistan. A partir de 1992, totes les subespècies van ser incloses en l'Apèndix I de CITES, i en 1998 es va iniciar un programa dins del marc de la Convenció que va permetre la caça de trofeus rigorosament reglamentada. Aquest programa va ser implementat i controlat per les comunitats locals i els ingressos monetaris generats van beneficiar la conservació de l'espècie i la població dels llogarets locals. Per a l'any 2010, el programa havia generat 2 milions de dòlars i es va aconseguir un augment notable de la població de marjors, 4000 animals a Pakistan.